# Scaphytopius falcatus
Scaphytopius falcatus är en insektsart som beskrevs av Delong 1943. Scaphytopius falcatus ingår i släktet Scaphytopius och familjen dvärgstritar. Inga underarter finns listade i Catalogue of Life.